# André Santos
André Clarindo dos Santos (São Paulo, Brasil, 8 de marzo de 1983), más conocido como André Santos, es un exfutbolista brasileño. Jugaba como mediocentro ofensivo o interior izquierdo y su último club fue el C. R. Flamengo de la Serie A de Brasil. Fue internacional con la selección brasileña.
Santos se inició en el Figueirense y pasó por Flamengo, Atlético Mineiro y Corinthians antes de fichar por el Fenerbahçe de Turquía. En 2011, fue contratado por el Arsenal. 
Santos jugó la Copa Confederaciones 2009 con su seleccionado y la Copa América 2011 en Argentina.

## Trayectoria
Santos tiene ascendencia europea, africana y amerindia. Cuando era joven, era muy aficionado al fútbol. Su padre notó su talento y lo matriculó en una academia del club local: el Figueirense. Con el paso del tiempo, debutó profesionalmente en un amistoso ante el Corinthians como extremo izquierdo. Fue promovido al primer equipo el 10 de julio de 2003. En septiembre del mismo año, el legendario Pelé lo describió como el próximo Roberto Carlos. En el Figueirense, logró el Campeonato Catarinense.
En 2005, fue prestado al Flamengo donde campeonó en la Copa de Brasil. Santos jugó 42 partidos oficiales y pasó al Atlético Mineiro de la Serie B, donde disputó 15 encuentros y ayudó al conjunto a subir a primera división. Volvió al Figueirense en 2007, donde destacó como lateral izquierdo y llegó a la final de la Copa de Brasil que perdieron ante Fluminense.

### Corinthians
En 2008, se unió al Corinthians, que en ese momento se encontraba en la Serie B y obviamente tenía como objetivo principal ascender a la Serie A. La llega de Santos al club fue vista como un nombre más para el elenco. Ese año, fue el despegue de la carrera de Santos. Como lateral por izquierda, colaboró a que el 'Timão' alcance la final de la Copa de Brasil y logre el subcampeonato. André Santos consiguió un lugar en el equipo y el conjunto paulista volvió a la élite del fútbol nacional.
El 2009 fue el mejor año de Santos. El lateral consiguió cuatro títulos, dos con el Corinthians, uno con la selección brasileña (fue convocado por primera vez en 2009) y uno con el Fenerbahçe. André fue parte fundamental del equipo que logró el Campeonato Paulista, marcando en una de las finales ante el Santos. Volvió a anotar en la final de la Copa do Brasil, contra Internacional. Con un gran remate, empató el partido 2 a 2 y dio el título al Corinthians.

### Fenerbahçe
El 20 de julio de 2009, se unió al club turco Fenerbahçe junto a su compañero en el Corinthians, Cristian Oliveira Baroni. Firmaron un contrato por cinco años. André Santos jugó en la banda izquierda, ganándole el titularato a su compatriota Roberto Carlos que fue posteriormente transferido al Corinthians.
En su primera temporada (2010/11), convirtió 5 goles en 25 apariciones por la liga convirtiéndose en el lateral izquierdo del campeonato con más tantos. Fenerbahce estuvo involucrado en un escándalo relacionado al arreglo de partidos y fue excluido de la Liga de Campeones. El Trabzonspor fue el equipo que reemplazó al club de Santos. Fenerbahçe terminó siendo campeón de la Superliga de Turquía esa temporada. Santos anotó un total de 17 goles en 75 partidos en el Fenerbahçe. El 29 de agosto de 2011, el Arsenal ofreció 6.2 millones de libras esterlinas al club turco para comprar a Santos.

### Arsenal

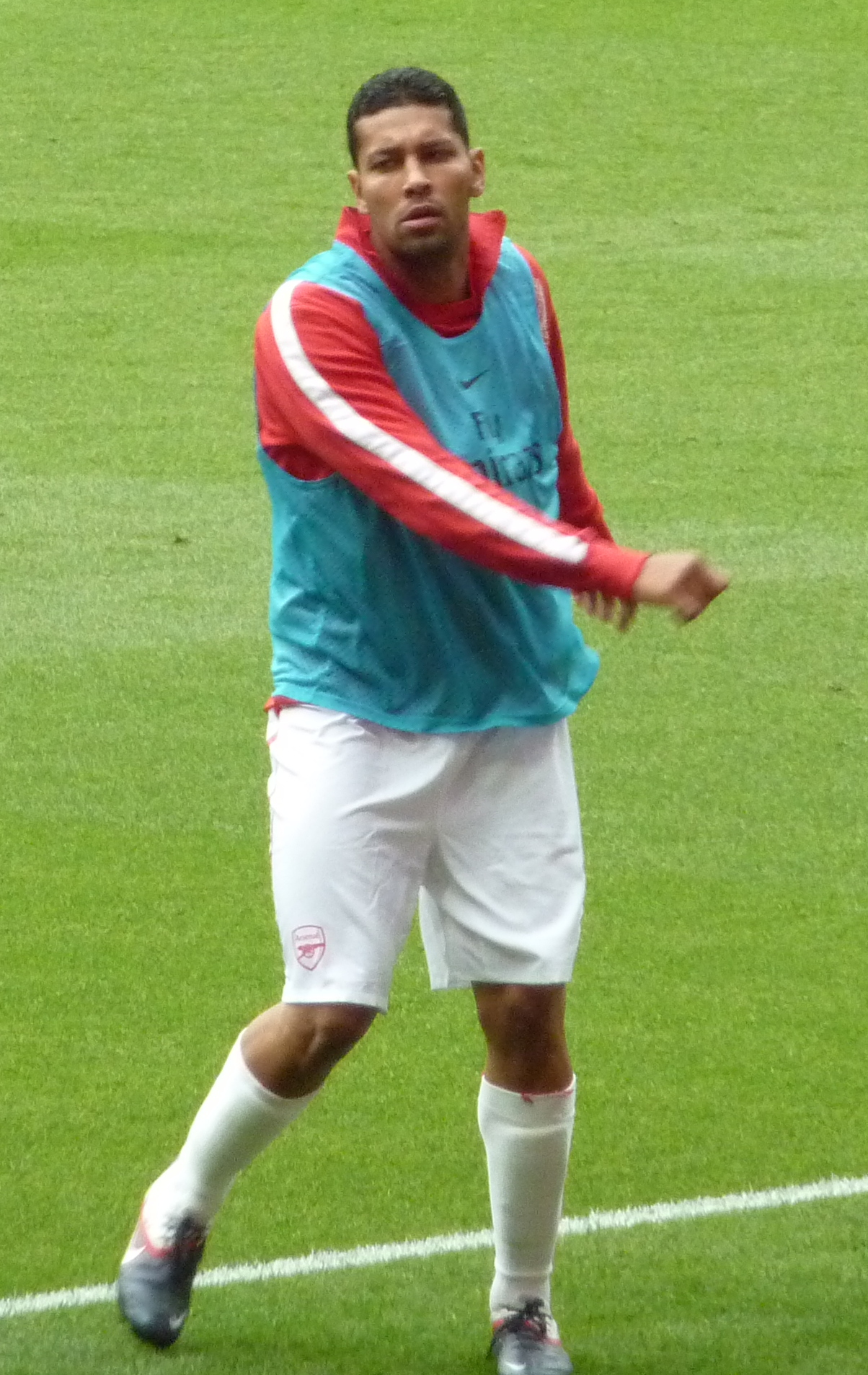
Santos calentando en el Arsenal.

#### Temporada 2011/12
El 31 de agosto de 2011, André Santos firmó con el Arsenal de la Premier League. Se le asignó la camiseta con el número 11.
Debutó con los 'Gunners' el 17 de septiembre, como titular ante el Blackburn Rovers en Ewood Park por la Premier League. Arsenal venció 4-3. El día 28 del mismo mes, anotó su primer gol en Arsenal en la victoria por 2-1 sobre Olympiacos en la fase de grupos de la Liga de Campeones. Su primer tanto en la Premier se produjo en la victoria por 5–3 sobre el Chelsea, el sábado 29 de octubre de 2011. Con una serie de sólidas actuaciones se convirtió en el lateral izquierdo titular ganándole el puesto a Kieran Gibbs, sin embargo; se lesionó frente al Olympiacos en Champions en diciembre. Se confirmó su ausencia por tres meses. El 12 de marzo de 2012, Santos entró en la convocatoria para el partido contra Newcastle pero estuvo en la banca de suplentes. El 24 de marzo, volvió a jugar en la victoria del Arsenal sobre Aston Villa por 3 a 0. Santos ingresó al terreno de juego a los 68 minutos en reemplazo de Gibbs.
En la última fecha, anotó su tercer gol con el Arsenal, frente al West Bromwich Albion (acabó 3-2 a favor de los de Londres). Los 'Gunners se aseguraron el tercer lugar de la competición, clasificando a la próxima edición de la Liga de Campeones.

#### Temporada 2012/13
El 17 de agosto de 2012, Santos fue detenido por conducir de forma temeraria cerca del campo de entrenamiento del club londinense, en Hertfordshire. Un mes después, exactamente el 27 de septiembre, fue sancionado con 12 meses de suspensión de su carné de conducir y fue multado con 3.600 libras esterlinas.
Inició la temporada como segunda opción en la banda izquierda, por detrás de Kieran Gibbs; sin embargo, el joven inglés se lesionó en octubre y Santos tuvo que ocupar su lugar. A inicios de noviembre de 2012, recibió duras críticas por parte de la afición del Arsenal luego del partido contra Manchester United, cuando intercambió camisetas con Robin van Persie, exjugador del Arsenal. Gibbs se recuperó y Santos no retuvo su lugar como titular. En el mercado invernal, el fichaje del lateral izquierdo español Nacho Monreal ahondó más sus chances de volver a formar parte de la alineación regular.

### Grêmio
En febrero de 2013 fue anunciado su fichaje en calidad de préstamo por el Grêmio de Porto Alegre. Debutó el 14 de febrero en la derrota de Grêmio por parte de Huachipato de Chile por la Copa Libertadores 2013.

## Selección nacional

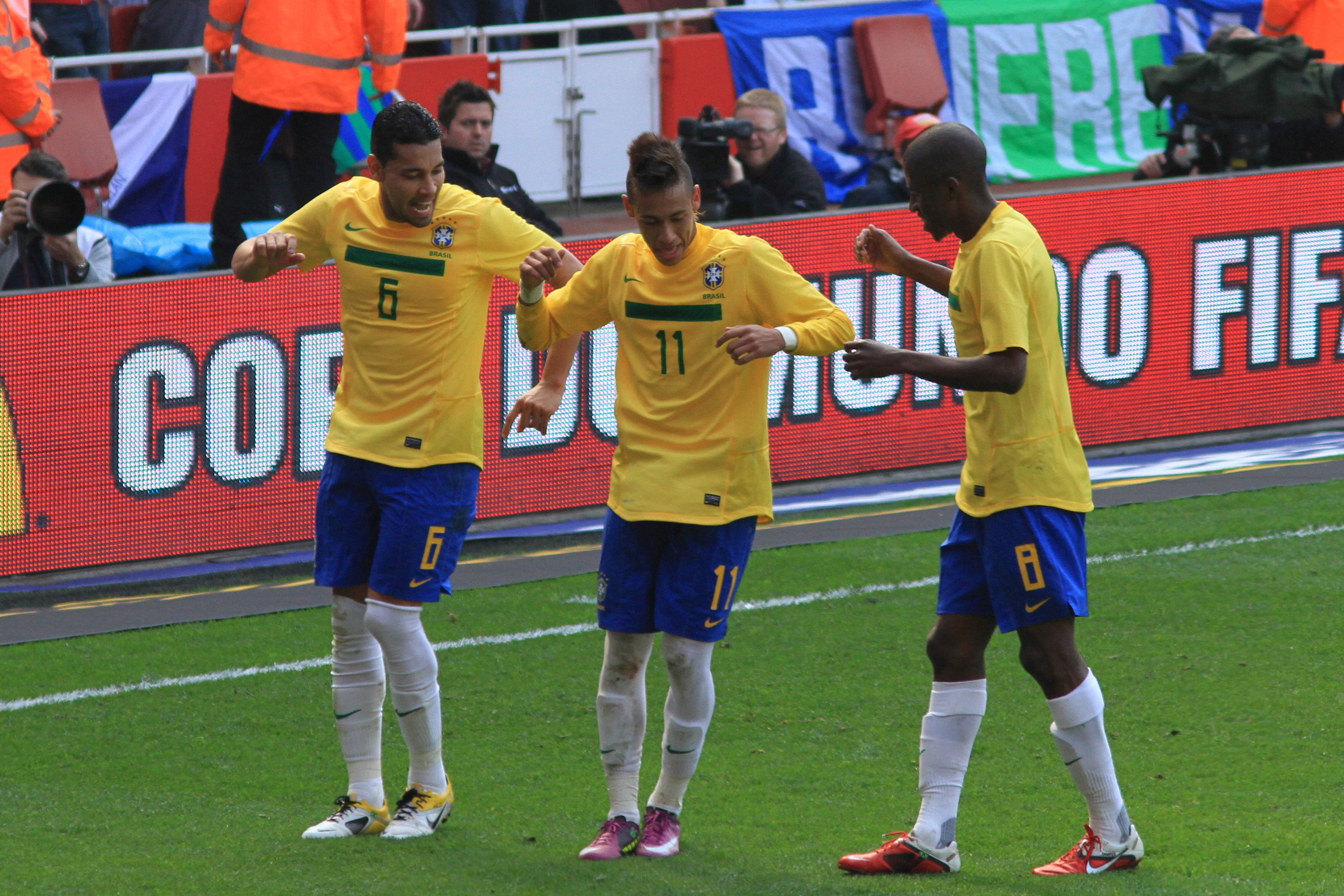
Santos, Neymar y Ramires celebrando uno de los goles en el amistoso ante.

Con la Selección de Brasil ha jugado 22 partidos internacionales. Su primera convocatoria fue en las eliminatorias al Mundial 2010 pero no llegó a jugar. Su debut se produjo el 15 de junio de 2009 ante Egipto por la Copa FIFA Confederaciones 2009, competición en la cual su país sería campeón. Jugó ante Estados Unidos, Italia, Sudáfrica y fue titular en la final contra Estados Unidos.
Santos no fue incluido en el equipo final para la Copa Mundial de Fútbol de 2010 pues Dunga prefirió a Michel Bastos y a Gilberto como variantes por izquierda. Tras el fracaso en el Mundial, Dunga fue destituido como técnico y fue reemplazado por Mano Menezes quien reconvocó a Santos.
Participó también en la Copa América 2011 realizada en Argentina. Jugó de titular en los tres partidos del grupo B y en los cuartos de final ante Paraguay. El cotejo culminó sin goles y en la tanda de penales, Brasil falló los cuatro que tuvo siendo André Santos el tercer brasileño en fallar. Paraguay convirtió dos y pasó a siguiente fase.

### Participaciones en Copa América
| Copa              | Sede      | Resultado        | Partidos | Goles |
| ----------------- | --------- | ---------------- | -------- | ----- |
| Copa América 2011 | Argentina | Cuartos de final | 4        | 0     |

### Participaciones en Copas Confederaciones
| Copa                      | Sede      | Resultado | Partidos | Goles |
| ------------------------- | --------- | --------- | -------- | ----- |
| Copa Confederaciones 2009 | Sudáfrica | Campeón   | 5        | 0     |

## Estadísticas

### Clubes
Estadísticas actualizadas al 21 de febrero de 2013.
| Club                      | Temporada           | Liga     | Liga  | Copas Nac.* | Copas Nac.* | Copas Inter.** | Copas Inter.** | Total    | Total |
| Club                      | Temporada           | Partidos | Goles | Partidos    | Goles       | Partidos       | Goles          | Partidos | Goles |
| ------------------------- | ------------------- | -------- | ----- | ----------- | ----------- | -------------- | -------------- | -------- | ----- |
| Figueirense · Brasil      | 2004                | 30       | 2     | 6           | 0           | 2              | 0              | 38       | 2     |
| Figueirense · Brasil      | 2007                | 31       | 6     | 21          | 3           | 2              | 0              | 54       | 9     |
| Figueirense · Brasil      | Total               | 61       | 8     | 27          | 3           | 4              | 0              | 92       | 11    |
| Flamengo · Brasil         | 2005                | 24       | 0     | 17          | 1           | -              | -              | 41       | 1     |
| Flamengo · Brasil         | 2006                | 0        | 0     | 1           | 0           | -              | -              | 1        | 0     |
| Flamengo · Brasil         | Total               | 24       | 0     | 18          | 1           | 0              | 0              | 42       | 1     |
| Atlético Mineiro · Brasil | 2006                | 15       | 0     | 0           | 0           | -              | -              | 15       | 0     |
| Atlético Mineiro · Brasil | Total               | 15       | 0     | 0           | 0           | 0              | 0              | 15       | 0     |
| Corinthians · Brasil      | 2008                | 34       | 9     | 27          | 9           | -              | -              | 61       | 18    |
| Corinthians · Brasil      | 2009                | 5        | 0     | 28          | 6           | -              | -              | 33       | 6     |
| Corinthians · Brasil      | Total               | 39       | 9     | 55          | 15          | 0              | 0              | 94       | 24    |
| Fenerbahçe Turquía        | 2009/10             | 27       | 5     | 8           | 1           | 10             | 5              | 45       | 11    |
| Fenerbahçe Turquía        | 2010/11             | 25       | 5     | 4           | 1           | 4              | 0              | 33       | 6     |
| Fenerbahçe Turquía        | Total               | 52       | 10    | 12          | 2           | 14             | 5              | 78       | 17    |
| Arsenal Inglaterra        | 2011/12             | 15       | 2     | 0           | 0           | 6              | 1              | 21       | 3     |
| Arsenal Inglaterra        | 2012/13             | 8        | 0     | 2           | 0           | 2              | 0              | 12       | 0     |
| Arsenal Inglaterra        | Total               | 23       | 2     | 2           | 0           | 8              | 1              | 33       | 3     |
| Grêmio · Brasil           | 2013                | 0        | 0     | 0           | 0           | 2              | 1              | 2        | 1     |
| Grêmio · Brasil           | Total               | 0        | 0     | 0           | 0           | 2              | 1              | 2        | 1     |
| Total en su carrera       | Total en su carrera | 207      | 29    | 114         | 21          | 28             | 7              | 356      | 57    |

- (*) Copa de Brasil, Campeonato Catarinense, Campeonato Carioca, Campeonato Paulista, Copa de Turquía, Supercopa turca de fútbol, Copa de la Liga de Inglaterra, FA Cup.
- (**) Copa Sudamericana, Liga Europea de la UEFA, Liga de Campeones de la UEFA, Copa Libertadores.

### Selección nacional
| \| PJ \| Fecha \| Ciudad \| Local \| Resultado \| Visitante \| Competición \| Goles \| Asist. \| \| --- \| ---------- \| ----------------- \| -------------- \| --------- \| ------------ \| -------------------------- \| ----- \| ------ \| \| 1. \| 15-06-2009 \| Bloemfontein \| Brasil \| 4–3 \| Egipto \| Copa Confederaciones 2009 \| 0 \| 0 \| \| 2. \| 18-06-2009 \| Pretoria \| Estados Unidos \| 0–3 \| Brasil \| Copa Confederaciones 2009 \| 0 \| 0 \| \| 3. \| 21-06-2009 \| Pretoria \| Italia \| 0–3 \| Brasil \| Copa Confederaciones 2009 \| 0 \| 0 \| \| 4. \| 25-06-2009 \| Johannesburgo \| Brasil \| 1–0 \| Sudáfrica \| Copa Confederaciones 2009 \| 0 \| 0 \| \| 5. \| 28-06-2009 \| Johannesburgo \| Estados Unidos \| 2–3 \| Brasil \| Copa Confederaciones 2009 \| 0 \| 0 \| \| 6. \| 12-08-2009 \| Tallin \| Estonia \| 0–1 \| Brasil \| Amistoso \| 0 \| 0 \| \| 7. \| 05-09-2009 \| Rosario \| Argentina \| 1–3 \| Brasil \| Eliminatorias Mundial 2010 \| 0 \| 0 \| \| 8. \| 09-09-2009 \| Salvador de Bahía \| Brasil \| 4–2 \| Chile \| Eliminatorias Mundial 2010 \| 0 \| 0 \| \| 9. \| 11-10-2009 \| La Paz \| Bolivia \| 1–2 \| Brasil \| Eliminatorias Mundial 2010 \| 0 \| 0 \| \| 10. \| 10-08-2010 \| Nueva Jersey \| Estados Unidos \| 2–0 \| Brasil \| Amistoso \| 0 \| 1 \| \| 11. \| 07-10-2010 \| Abu Dhabi \| Brasil \| 3–0 \| Irán \| Amistoso \| 0 \| 1 \| \| 12. \| 11-10-2010 \| Derby \| Brasil \| 2–0 \| Ucrania \| Amistoso \| 0 \| 0 \| \| 13. \| 17-11-2010 \| Doha \| Argentina \| 1–0 \| Brasil \| Amistoso \| 0 \| 0 \| \| 14. \| 09-02-2011 \| Saint-Denis \| Francia \| 1–0 \| Brasil \| Amistoso \| 0 \| 0 \| \| 15. \| 27-03-2011 \| Londres \| Brasil \| 2–0 \| Escocia \| Amistoso \| 0 \| 1 \| \| 16. \| 04-06-2011 \| Goiânia \| Brasil \| 0–0 \| Países Bajos \| Amistoso \| 0 \| 0 \| \| 17. \| 07-06-2011 \| São Paulo \| Brasil \| 1–0 \| Rumania \| Amistoso \| 0 \| 0 \| \| 18. \| 03-07-2011 \| La Plata \| Brasil \| 0–0 \| Venezuela \| Copa América 2011 \| 0 \| 0 \| \| 19. \| 09-07-2011 \| Córdoba \| Brasil \| 2–2 \| Paraguay \| Copa América 2011 \| 0 \| 0 \| \| 20. \| 13-07-2011 \| Córdoba \| Brasil \| 4–2 \| Ecuador \| Copa América 2011 \| 0 \| 1 \| \| 21. \| 17-07-2011 \| La Plata \| Brasil \| 0–0 \| Paraguay \| Copa América 2011 \| 0 \| 0 \| \| 22. \| 10-08-2011 \| Stuttgart \| Alemania \| 3–2 \| Brasil \| Amistoso \| 0 \| 0 \| |            |                   |                |           |              |                            |       |        |
| PJ | Fecha      | Ciudad            | Local          | Resultado | Visitante    | Competición                | Goles | Asist. |
| 1. | 15-06-2009 | Bloemfontein      | Brasil         | 4–3       | Egipto       | Copa Confederaciones 2009  | 0     | 0      |
| 2. | 18-06-2009 | Pretoria          | Estados Unidos | 0–3       | Brasil       | Copa Confederaciones 2009  | 0     | 0      |
| 3. | 21-06-2009 | Pretoria          | Italia         | 0–3       | Brasil       | Copa Confederaciones 2009  | 0     | 0      |
| 4. | 25-06-2009 | Johannesburgo     | Brasil         | 1–0       | Sudáfrica    | Copa Confederaciones 2009  | 0     | 0      |
| 5. | 28-06-2009 | Johannesburgo     | Estados Unidos | 2–3       | Brasil       | Copa Confederaciones 2009  | 0     | 0      |
| 6. | 12-08-2009 | Tallin            | Estonia        | 0–1       | Brasil       | Amistoso                   | 0     | 0      |
| 7. | 05-09-2009 | Rosario           | Argentina      | 1–3       | Brasil       | Eliminatorias Mundial 2010 | 0     | 0      |
| 8. | 09-09-2009 | Salvador de Bahía | Brasil         | 4–2       | Chile        | Eliminatorias Mundial 2010 | 0     | 0      |
| 9. | 11-10-2009 | La Paz            | Bolivia        | 1–2       | Brasil       | Eliminatorias Mundial 2010 | 0     | 0      |
| 10. | 10-08-2010 | Nueva Jersey      | Estados Unidos | 2–0       | Brasil       | Amistoso                   | 0     | 1      |
| 11. | 07-10-2010 | Abu Dhabi         | Brasil         | 3–0       | Irán         | Amistoso                   | 0     | 1      |
| 12. | 11-10-2010 | Derby             | Brasil         | 2–0       | Ucrania      | Amistoso                   | 0     | 0      |
| 13. | 17-11-2010 | Doha              | Argentina      | 1–0       | Brasil       | Amistoso                   | 0     | 0      |
| 14. | 09-02-2011 | Saint-Denis       | Francia        | 1–0       | Brasil       | Amistoso                   | 0     | 0      |
| 15. | 27-03-2011 | Londres           | Brasil         | 2–0       | Escocia      | Amistoso                   | 0     | 1      |
| 16. | 04-06-2011 | Goiânia           | Brasil         | 0–0       | Países Bajos | Amistoso                   | 0     | 0      |
| 17. | 07-06-2011 | São Paulo         | Brasil         | 1–0       | Rumania      | Amistoso                   | 0     | 0      |
| 18. | 03-07-2011 | La Plata          | Brasil         | 0–0       | Venezuela    | Copa América 2011          | 0     | 0      |
| 19. | 09-07-2011 | Córdoba           | Brasil         | 2–2       | Paraguay     | Copa América 2011          | 0     | 0      |
| 20. | 13-07-2011 | Córdoba           | Brasil         | 4–2       | Ecuador      | Copa América 2011          | 0     | 1      |
| 21. | 17-07-2011 | La Plata          | Brasil         | 0–0       | Paraguay     | Copa América 2011          | 0     | 0      |
| 22. | 10-08-2011 | Stuttgart         | Alemania       | 3–2       | Brasil       | Amistoso                   | 0     | 0      |

### Resumen estadístico
|                       | Encuentros | Goles | Promedio |
| --------------------- | ---------- | ----- | -------- |
| Segunda división      | 49         | 9     | 0,18     |
| Primera división      | 165        | 20    | 0,13     |
| Copas nacionales      | 114        | 21    | 0,19     |
| Copas internacionales | 28         | 7     | 0,22     |
| Selección de Brasil   | 22         | 0     | 0        |
| TOTAL                 | 378        | 57    | 0,15     |

## Palmarés

### Campeonatos nacionales
| Título                    | Club             | País    | Año     |
| ------------------------- | ---------------- | ------- | ------- |
| Campeonato Catarinense    | Figueirense      | Brasil  | 2004    |
| Copa de Brasil            | Flamengo         | Brasil  | 2006    |
| Serie B                   | Atlético Mineiro | Brasil  | 2006    |
| Serie B                   | Corinthians      | Brasil  | 2008    |
| Campeonato Paulista       | Corinthians      | Brasil  | 2009    |
| Copa de Brasil            | Corinthians      | Brasil  | 2009    |
| Supercopa turca de fútbol | Fenerbahçe       | Turquía | 2009    |
| Superliga de Turquía      | Fenerbahçe       | Turquía | 2010/11 |

### Copas internacionales
| Título                    | Club (*)         | País      | Año  |
| ------------------------- | ---------------- | --------- | ---- |
| Copa FIFA Confederaciones | Selección Brasil | Sudáfrica | 2009 |

(*) Incluyendo la selección